# 壶口镇 (宜川县)
壶口镇，是中华人民共和国陕西省延安市宜川县下辖的一个乡镇级行政单位。

## 行政区划
壶口镇下辖以下地区：
桑柏村、上岭村、马家村、咎家山村、坪佐村、亨子村、椿曲村、丁家塬村、桃曲村、秀西村、曹家庄村、高柏村、月寸村、西庄村、宁院村、熟畔村、佛庄村、岭玉村、羊家庄村、郭下村和新村。